# Кучердаевка
Кучерда́евка — село в Иланском районе Красноярского края. Административный центр Кучердаевского сельсовета.

## История
Село основано в 1907 году. По данным 1926 года в деревне имелось 219 хозяйств и проживало 1178 человек (567 мужчин и 611 женщин). В национальном составе населения преобладали русские. Функционировали школа I ступени и лавка общества потребителей. В административном отношении деревня являлась центром Курчедаевского сельсовета Амонашевского района Канского округа Сибирского края.

## Население
| 2010 |
| ---- |
| 301  |

Гендерный состав
По данным Всероссийской переписи населения 2010 года, в гендерной структуре населения мужчины составляли 50,5 %, женщины — соответственно 49,5 %.
Национальный состав
Согласно результатам переписи 2002 года, в национальной структуре населения русские составляли 92 % из 374 чел.